# Dababa
Le Dababa est un des 3 départements composant la région du Hadjer-Lamis au Tchad. Son chef-lieu est Bokoro.

## Subdivisions
Le département de Dababa est divisé en 3 sous-préfectures :
- Bokoro
- Gama
- Moïto

## Administration
Préfets du Dababa (depuis 2002)
- ? : Ramadan Erdebou
- 9 octobre 2008 : Sadick Mahamat Diga[1]
- 13 décembre 2010 : Senoussi Faki Ahmad[2]
- 15 août 2019: Sougour Mahamat Galma. Ref décret n°1158/PR/MADCTI/2019